# 聖保羅地鐵3號線
聖保羅地鐵3號線（葡萄牙語：Linha 3–Vermelha）是聖保羅地鐵的一條路線，連接彭美拉斯-巴拉豐達至哥林多人-伊塔奎拉，曾被稱為東西線。
3號線是聖保羅地鐵內最繁忙的路線。